# Novoakbulatovo
Novoakbulatovo (orosz betűkkel: Новоакбулатово, baskír nyelven: Яңы Аҡбулат) falu Oroszországban, a Baskír Köztársaságban, a Miskinói járásban.

## Népesség
- 2002-ben 536 lakosa volt, melynek 79%-a mari.
- 2010-ben 514 lakosa volt.